# Ford Tourneo Connect
Ford Tourneo Connect (рус. Форд Торне́о Конне́кт) — автомобиль для досуга, выпускаемый компанией Ford. Начал изготавливаться в 2002 году для рынка Великобритании. Transit Connect — фургон грузовой модификации Tourneo Connect. Обозначив Tourneo Connect главным образом коммерческим автомобилем, Ford предсказывал относительно низкие продажи в районе 800—1000 автомобилей в основном службам такси. Тем не менее, Ford позиционирует Connect как автомобиль «двойного назначения», способный в равной степени удовлетворять нужды бизнеса и отдыха.
В 2012 году было представлено второе поколение Tourneo Connect. Ford Tourneo Connect второго поколения стал лучшим автомобилем в классе в 2013 году по версии Euro NCAP.

## Особенности

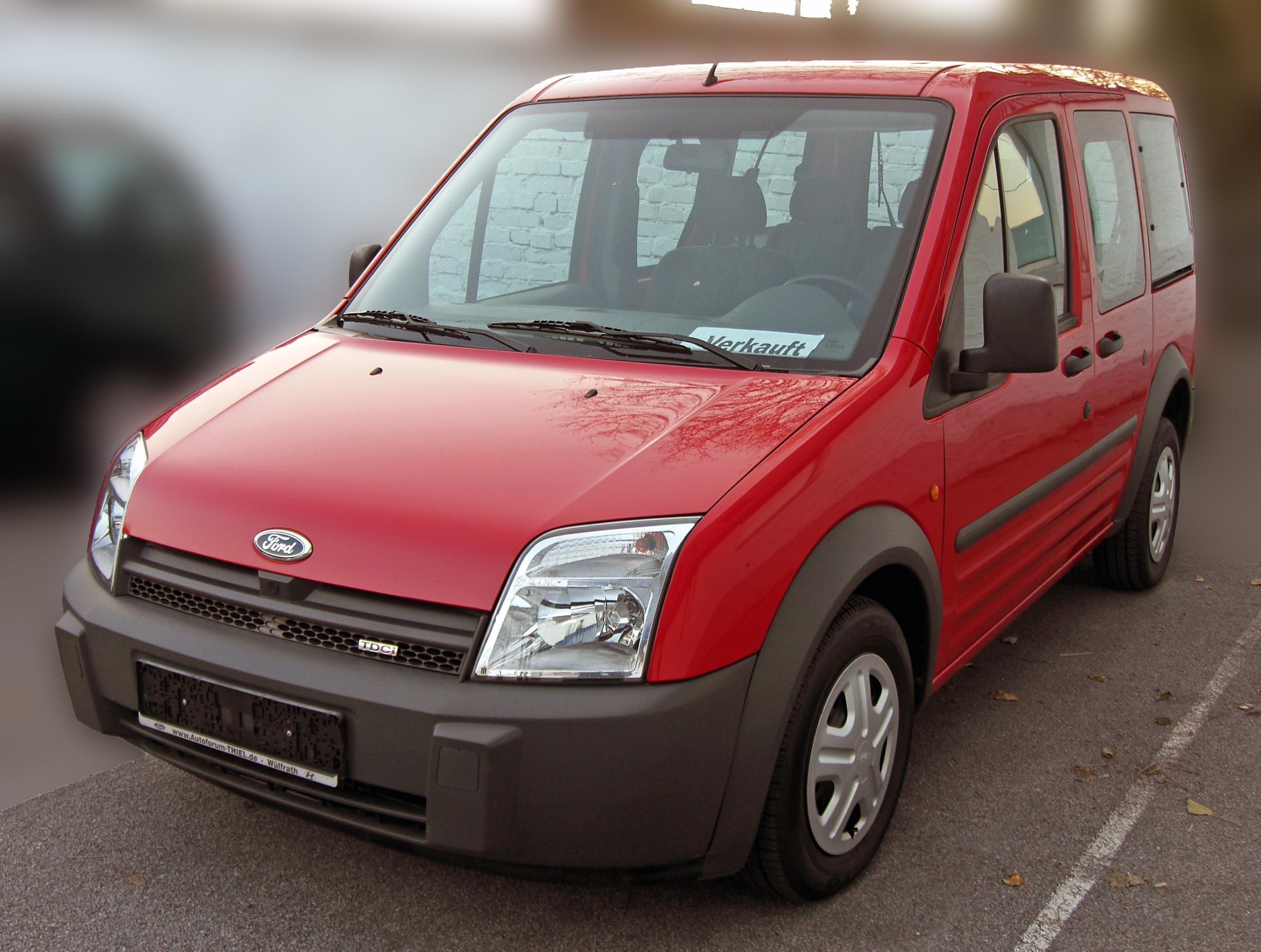
Ford Tourneo Connect первого поколения

Задние сиденья со складной спинкой, разделенной в соотношении 60:40, можно сдвигать вперёд и назад, складывать и снимать полностью. Этим обеспечивается конструкция и для удобной рассадки, и для увеличения грузового пространства. Автомобиль может оснащаться двумя сдвижными боковыми дверями, задней откидной дверью или двумя шарнирными, тогда как ни у одного из главных конкурентов такого выбора нет. Дизайн Connect подчёркивает идеал автомобиля двойного назначения Ford.

## Электромобили
В 2009 году на Женевском автосалоне Ford представил концепт электромобиля Ford Tourneo Connect. Он имел литий-ионный фосфатный аккумулятор мощностью 21 кВт, электродвигатель с постоянным магнитом мощностью 50 кВт и 1-ступенчатую трансмиссию. Запас хода составляет 160 км, а предельная скоростью — 110 км/ч. Эта технология электрического аккумуляторного автомобиля (BEV) была разработана в сотрудничестве с Smith Electric Vehicles.

## Безопасность
Автомобиль прошел тест Euro NCAP в 2018 году:
| Euro NCAP                                                                       | Euro NCAP | Euro NCAP | Euro NCAP             |
| ------------------------------------------------------------------------------- | --------- | --------- | --------------------- |
| · общий рейтинг                                                                 |           |           |                       |
| 92%                                                                             | 79%       | 65%       | 75%                   |
| взрослый пассажир                                                               | ребёнок   | пешеход   | активная безопасность |
| Протестированная модель: Ford Tourneo Connect 1.5 diesel 'Titanium', LHD (2018) |           |           |                       |